# Wiiリモコンプラス バラエティ

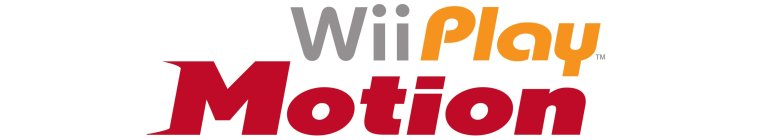
海外版のロゴ

『Wiiリモコンプラス バラエティ』（ウィーリモコンプラス バラエティ、Wii Play: Motion）は、任天堂より2011年7月7日に発売されたWii専用ゲームソフト。アメリカでは同年6月13日、ヨーロッパでは同年6月24日に発売。

## 概要
『はじめてのWii』の続編として開発されたWii用のパーティゲーム。12種類のミニゲームを収録しており、全てのミニゲームがWiiモーションプラスの機能を活用した内容になっている。
当初予定されていたタイトルは『はじめてのWiiリモコンプラス』だったが、営業本部長である取締役・波多野信治が「Wiiが発売されて時間が経つのに『はじめて』は不自然であると」という指摘から現在のタイトルとなった。
初公開は2011年4月26日に開催された、任天堂2010年度の決算説明会における公演で、後述する「競作形式」に関してもすでに公開されていた（この時点では参加メーカーが明らかにされていなかった）。
リモコンのモーションセンサーを使用したミニゲームが収録されている点は前作と同様だが、今作では任天堂も含めた複数のゲーム開発会社（デベロッパー）の競作形式が取られている。これは任天堂のゲーム開発の歴史においても初めての事例となった。

開発に参加した企業は、アーゼスト（前身であるアートゥーンで共同開発例がある）、グッド・フィール、スキップ、チュンソフト（T&E SOFT時代に『きみとぼくと立体。』の開発を行ったスタッフ）、バンプール、プロペ、ミッチェル（五十音順）の計7社で、この内プロペは任天堂と初めて共同開発を行なっている。
Wiiリモコンプラス（アカ）1つと同梱のセット『Wiiリモコンプラス バラエティパック』（ウィーリモコンプラス バラエティパック）として販売され、ソフト単品での発売はされない。

## ゲーム内容
アイスクリームチャレンジ
開発はアーゼスト。
ジャンピングランド
開発はアーゼスト。
ゴーストマンション
開発はアーゼスト。
モグラたたき
開発はグッド・フィール。
石投げ水切り
開発はグッド・フィール。
ポーズMiiプラス
開発はスキップ。
ふわっとバルーン
開発はスキップ。
360°シューティング
開発はプロペ。
ボールとシーソー
開発は任天堂。
傘ライダー
開発はバンプール。
まきあげろ! 海底のお宝
開発はミッチェル。
一輪車
開発はミッチェル。一定の条件を満たすと出現する隠し要素。
ドッキングステーション
開発はチュンソフト。
ドルフィン
開発はチュンソフト。一定の条件を満たすと出現する隠し要素。